# Playa de Chachalacas
Playa de Chachalacas es una localidad mexicana ubicada en el municipio de Úrsulo Galván, en el estado de Veracruz de Ignacio de la Llave. Según el censo de 2020, tiene una población de 1268 habitantes.

## Geografía
Se encuentra a una altitud de 10 m s. n. m., aproximadamente a 46.5 km del puerto de Veracruz.

## Demografía

### Población
Conforme al Censo de Población y Vivienda 2020 realizado por el Instituto Nacional de Estadística y Geografía (INEGI), Playa de Chachalacas contaba hasta ese año con un total de 1268 habitantes. De dicha cifra, 595 eran hombres y 673 eran mujeres.
| Gráfica de evolución demográfica de Playa de Chachalacas entre 1900 y 2020                                   |
| |
| Instituto Nacional de Estadística y Geografía. «Archivo histórico de localidades». Consultado el 23-11-2008. |